# 東京大学演習林軌道
東京大学演習林軌道（とうきょうだいがくえんしゅうりんきどう）は、埼玉県秩父郡大滝村（現秩父市）の荒川水系の滝川、入川上流域に存在していた森林鉄道である。その名が示すように、東京大学農学部秩父演習林内に存在した。
東京大学はこの路線の維持管理と、保守用のモーターカーを1台所有するのみであり、実際の管理運行は民間業者に委託されており、民間業者の車両が多く運行されていた。また、この演習林からの木材、薪、炭などは、民間に払い下げられ、大学の収入源であった。入札制であったが、殆どは一部の会社により独占されていたという。

## 路線データ
- 軌間：762mm
- 動力：馬→内燃（ガソリン、ディーゼル）
- 入川線：川又八間橋 - 赤沢出合 5.6km
- 滝川線：川又八間橋 - 豆焼沢 5.3km
- 赤沢上部軌道：赤沢出合 - モミ谷 2.4km
  - 入川線の赤沢出合とは簡易索道で結ばれていた。

その他、関連する路線として、関東水電（東京電力の前身の一つ）の工事用軌道（二瀬～川又八間橋）がある。

## 歴史
- 1916年（大正5年）：東京帝国大学（現 東京大学）が秩父演習林を開設。
- 1921年（大正10年）：関東水電が、発電所建設資材運搬用の軌道を二瀬～川又八間橋に敷設。動力は馬を使用。
- 1922年（大正11年）：東京帝国大学が、発電所建設資材運搬用の軌道に接続する林道の建設を開始。
- 1929年（昭和4年）：林道の一部に軌道を敷設する。後の入川線の一部2.6km。尚、この路線は、当時東京帝国大学演習林の林産物を払い下げを受けていた、関東木材合名会社が敷設する。
- 1930年（昭和5年）：関東水電の発電所建設資材運搬用の軌道が、奥秩運輸組合に譲渡される。
- 1932年（昭和7年）：滝川線の敷設開始。
- 1936年（昭和11年）：東京帝国大学の手で、入川線の残り3.0km を敷設。
- 1939年（昭和14年）：東京帝国大学が関東木材敷設の軌道を買収。
- 1948年（昭和23年）：滝川線全線開通。
- 1951年（昭和26年）：赤沢上部軌道開通。
- 1953年（昭和28年）頃：関東木材が入札から撤退、秩父木材工業が独占となる。奥秩運輸組合は二瀬～川又八間橋を秩父木材工業に譲渡。
- 1957年（昭和32年）：秩父木材工業が西武鉄道傘下の復興社に併合される。
- 1961年（昭和36年）：復興社は西武建設に吸収される。以降、東京大学演習林軌道は実質的に西武建設の運営となる。
- 1961年（昭和36年）：二瀬ダム建設により、二瀬～川又八間橋廃止。
- 1969年（昭和44年）：全線廃止。
- 1982年（昭和57年）：赤沢出合付近の発電所取水口工事の資材運搬の為に、廃止された東京大学演習林軌道を利用することが決定。発電所取水口工事は三国建設が請け負うこととなる。
- 1983年（昭和58年）：三国建設による軌道改修工事完成。運用開始。
- 1984年（昭和59年）：運用終了。

## 現在
三国建設が運用していた頃の軌道が残っており、入川線の跡はハイキングコースとしても活用されていた。しかし2019年（令和元年）10月の令和元年東日本台風（台風19号）によって大きな被害を受け、現在は入川渓流観光釣場から先が立ち入れないため軌道跡をたどることはできない。